# Comuna Sokolivka, Bobrovîțea
Sokolivka (în ucraineană Соколівка) este o comună în raionul Bobrovîțea, regiunea Cernihiv, Ucraina, formată din satele Birkî, Krasne, Mocealîșce, Novoselîțea, Rokîtne și Sokolivka (reședința).

## Demografie
Componența lingvistică a comunei Sokolivka
     Ucraineană (96,89%)
     Rusă (2,76%)
     Alte limbi (0,35%)
Conform recensământului din 2001, majoritatea populației comunei Sokolivka era vorbitoare de ucraineană (96,89%), existând în minoritate și vorbitori de rusă (2,76%).